# 林富春
林富春（1512年—1588年），字景嚴，號城山，福建泉州府惠安縣人，軍鹽籍，明朝政治人物。

## 生平
嘉靖二十五年（1546年）丙午科福建鄉試第十七名舉人。嘉靖三十二年（1553年）中式癸丑科會試第一百六十五名，三甲第二百七十七名進士。都察院觀政，授浙江諸暨知縣，升蘇州府同知，進階奉政大夫，未幾辭歸故里。
林富春墓位于惠安县科山公园风景区莲花山上。

## 家族
曾祖林節；祖父林鐸；父林滔，母陳氏；繼母莊氏。弟寿春、会春（举人）、长春、遇春、麗春（生员）。